# ギュルヌシュ・スルタン

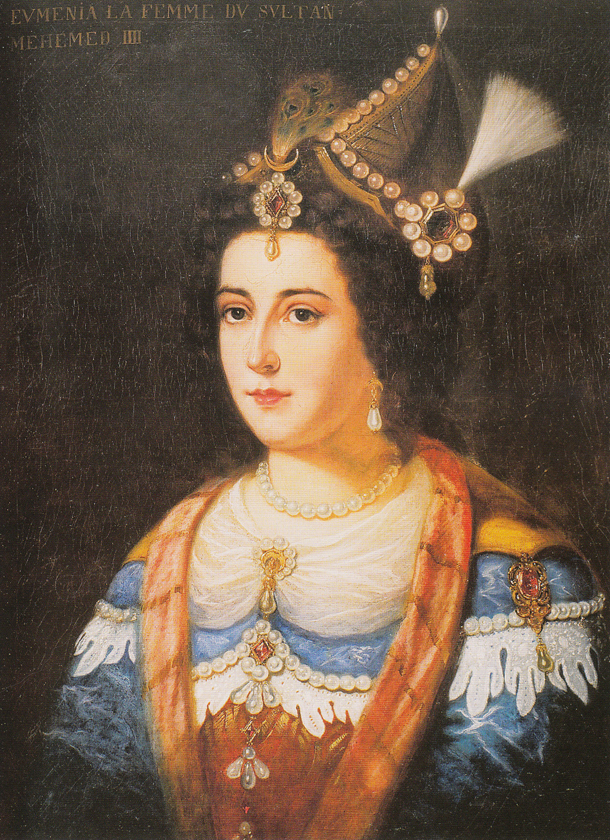
ギュルヌシュ・スルタン

ギュルヌシュ・スルタン（1642年 - 1715年）は、オスマン帝国の妃、母后。夫はメフメト4世で息子にムスタファ2世とアフメト3世がいる。

## 生涯
ギュルヌシュは1642年にクレタ島で生まれたとされ、父はギリシャ正教会の司祭であったと言われる。1645年のオスマン帝国のクレタ島侵攻の時に彼女は捕らえられイスタンブールに奴隷として送られた。そこではマフペレと改名しトルコ語を学習し、イスラム教徒としての教育を受けた。やがてスルタンであるメフメト4世に気に入られ、ギュルヌシュと改名し、彼との間にムスタファとアフメトの2人の男子をもうけた。
ただし、ギュルヌシュは冷酷な女性であったらしくメフメト4世がハレムで他の女性と関係を持つと、その女性を殺害したり、皇子ムスタファを出産した時にはメフメト4世の異母弟のスレイマンとアフメトを殺害しようとしたという。これはトゥルハン・スルタンによって事前に防がれた。
1672年にオスマン帝国がポーランドとの戦争をした記念するお祝いにメフメト4世、メフメト4世の妹たち、トゥルハン・スルタン、ムスタファらと共に参加した。1683年のウィーン包囲を記念する行事にも参加したという。
また、ギュルヌシュはフェイズラー・エフェンディに息子のムスタファとアフメトの家庭教師を務めさせた。

### 母后として
1695年に息子のムスタファがムスタファ2世として即位するとギュルヌシュはヴァリデ（母后）となった。ムスタファ2世がエディルネで多くの時間を過ごしたのと同様にギュルヌシュもエディルネで過ごした。
アフメト3世の即位後はイスタンブールに戻った。ムスタファ2世、アフメト3世と続けて母后になったにもかかわらず政治的な影響力はほとんど無かったが、1711年にアフメト3世がロシアとの戦争を始めた時、ギュルヌシュはカール12世を気にかけたとされ息子にロシアと開戦するよう促したという。

## 子女
メフメト4世との間に5人の子供を儲けた。
息子
- ムスタファ2世
- アフメト3世

娘
- ハティジェ・スルタン
- ファトマ・スルタン
- ユムミ・スルタン